# Ночь Бараат
Ночь Бара́ат (араб. ليلة البراءة‎ —  Ляйлят аль-Бараа‎) — одна из почитаемых мусульманами ночей, отмечается в ночь с 14 на 15 число месяца шабан. В исламе этот день считается днём освобождения или отпущения грехов. В ночь Бараат мусульмане обычно проводят в бдении, читают Коран и молятся.
Бараат в переводе с арабского означает «непричастность», «полное отделение», «очищение».
Считается, что в эту ночь изменяются судьбы людей, блага, смерть, болезни и будут переданы соответствующим ангелам. Считается, что именно в эту ночь Аллах дал пророку Мухаммаду право заступничества (шафаат) за всех мусульман. В эту ночь мусульманам рекомендуется просить у Аллаха принять благие дела и простить грехи, а также вспоминать и желать милости, прощения, благоденствия умершим мусульманам и рассказывать детям о достоинстве и ценности этой ночи. В ночь Бараат желательно читать мольбу: «О, Аллах! Я прибегаю к Твоему прощению от мучений, к Твоему довольству от Твоего гнева. Я бессилен воздать хвалу Тебе в достаточной степени. Ты Велик настолько, насколько Ты Сам Себя восхвалил». В эту ночь прощаются все людские грехи, кроме «больших» (козни против других людей, распитие алкоголя, колдовство, не почитание своих родителей и т. д.).
К нежелательным действиям в эту ночь относятся приготовление особых блюд, подсвечивание домов или мечетей, проведение религиозных собраний и чтение длинных лекций, совершение коллективных молитв и зикров. А у первых трех поколений мусульман эта ночь не практиковалась, и в соответствии с классическими трудами 4-х мазхабов, эта ночь является религиозным нововведением.
Следующая таблица показывает дату по григорианскому календарю, в соответствии с 14-м днём месяца шабан: 
| 2018      | 2019      | 2020      | 2021     | 2022     | 2023    |
| --------- | --------- | --------- | -------- | -------- | ------- |
| 30 апреля | 19 апреля | 07 апреля | 27 марта | 17 марта | 6 марта |